# Lu Xinhua
Lu Xinhua (xinès simplificat: 卢新华, pinyin: Lú Xīnhuá; Rugao, 1954) és un escriptor xinès. La seva obra "shānghén - 伤痕" (La cicatriu) publicada l'11 d'agost de 1978 al diari Wenhui Bao de Xangai, s'ha considerat que marca l'inici del moviment literari definit com a "literatura de les cicatrius".

## Biografia
Lu Xinhua va néixer el 28 de gener de 1954 a Rugao, província de Jiangsu a la Xina. El seu pare era oficial de l'Exèrcit Popular d'Alliberament. Va créixer a la província de Shandong, on el seu pare era oficial de l'exèrcit. Després de graduar-se de l'escola mitjana el 1968,durant la Revolució Cultural va ser enviat al seu lloc natal, el comtat de Rugao,a un camp agrícola com a "jove enviat" (zhiqing) i més tard, a mitjans dels anys setanta, va ser destinat a treballar com a pintor a una fàbrica de motors dièsel de Nantong a la província de Jiangsu.
Lu el 1973 es va allistar a l'exèrcit fins al 1977. El 1977 va entrar a la Universitat Fudan de Xangai, al departament de literatura xinesa. Primer es va unir a un grup de poesia i després va canviar al grup, que escrivia contes. Va ser llavors quan va començar a escriure.
Més tard va anar a Shenzhen per dedicar-se als negocis. El 1986 amb els estalvis va anar a estudiar als Estats Units, a la Universitat de Califòrnia a Los Angeles, deixant la seva dona a cura de la seva família. Va treballar en un casino com a "crupier" i va poder portar als EUA a la seva dona i a la filla.

### "La Cicatriu" i la literatura de les cicatrius
"La cicatriu" la va escriure durant el seu primer any a la universitat. Inicialment va enviar el text a diversos diaris, sense èxit: ningú s'hauria compromès a publicar-ho en les condicions de l’època. El departament xinès de Fudan va crear un diari mural (墙报) i es va demanar material als estudiants del grup de Lu Xinhua. Ell va treure l'obra del calaix i la va enganxar al mural que hi havia a l'exterior del seu habitatge. El soroll dels estudiants reunits davant del mural el va atraure; moltes noies llegien plorant en silenci. La notícia es va estendre i finalment el Wenhui bao va decidir publicar-ho.
"La cicatriu" explica el cas d'una dona de la Guàrdia Roja, Wang Xiaohua, que trenca les relacions amb la seva mare després que aquesta última hagi estat denunciada com a traïdora a la causa comunista. Al cap de nou anys la dona torna a la casa familiar, i troba a la mare morta amb una cicatriu al front.
Com a primer treball sobre les tragèdies familiars provocades per la Revolució Cultural, va despertar una gran sensació.Tal va ser l'èxit que es van haver d'imprimir fins a 1.500.000 exemplars del número especial de la revista. Fins i tot se'n va fer una adaptació de còmic o lianhuanhua.
Famós de la nit al dia, i elogiat pels màxims líders polítics, inclòs Deng Xiaoping, ja que l'obra estava en línia amb la nova política, Lu Xinhua va ser nomenat secretari del Comitè de Joventut Comunista del Diari Popular i escriptor de les Forces Armades..
Lu Xinhua va dir que la "literatura de cicatrius" és en realitat una profunda exposició del dany causat pel moviment polític i ideològic d'ultraesquerra a una família ordinària.
Abans de l'obra de Lu, el 1977 Liu Xinwu ja havia publicat a la revista Renmin Wenxue l'obra " El Professor principal" primer treball reconegut com a pioner de la nova tendència, però d'alguna forma "La cicatriu" marca el real començament del moviment i li dona nom. Altres autors com Zhang Xianliang, Zhang Jie, Zong Pu van publicar obres significatives dins la literatura de les cicatrius.

### Altres Obres
- 1998: 细节 (Details), que tracta de la vida dels estudiants xinesos que estudien a l'estranger. Va despertar una certa atenció en gran part a causa de la curiositat desprès dels silenci de Lu com a escriptor.[6]
- 2004: 紫 禁 女 (Forbidden Girl)
- 2010: 财富 如水 (Wealth is like water)

- Typical
- Cousin Uncle
- Magic
- 森林 之 梦 (Forest Dream)
- Soul Sorrow